# Сер Джон Алан

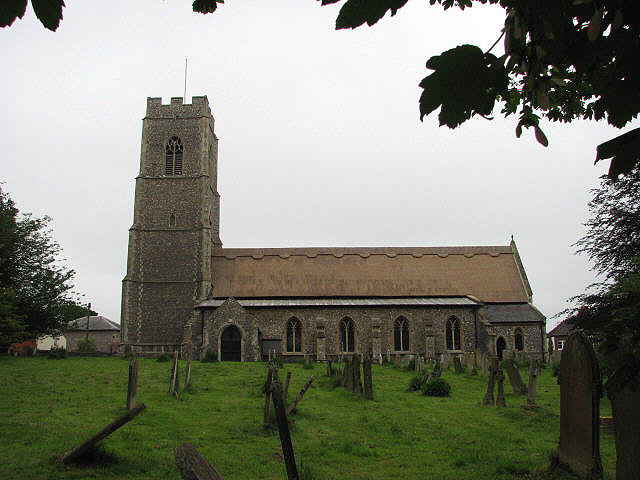
Колтішалл, Норфолк, будинок родини Алан.

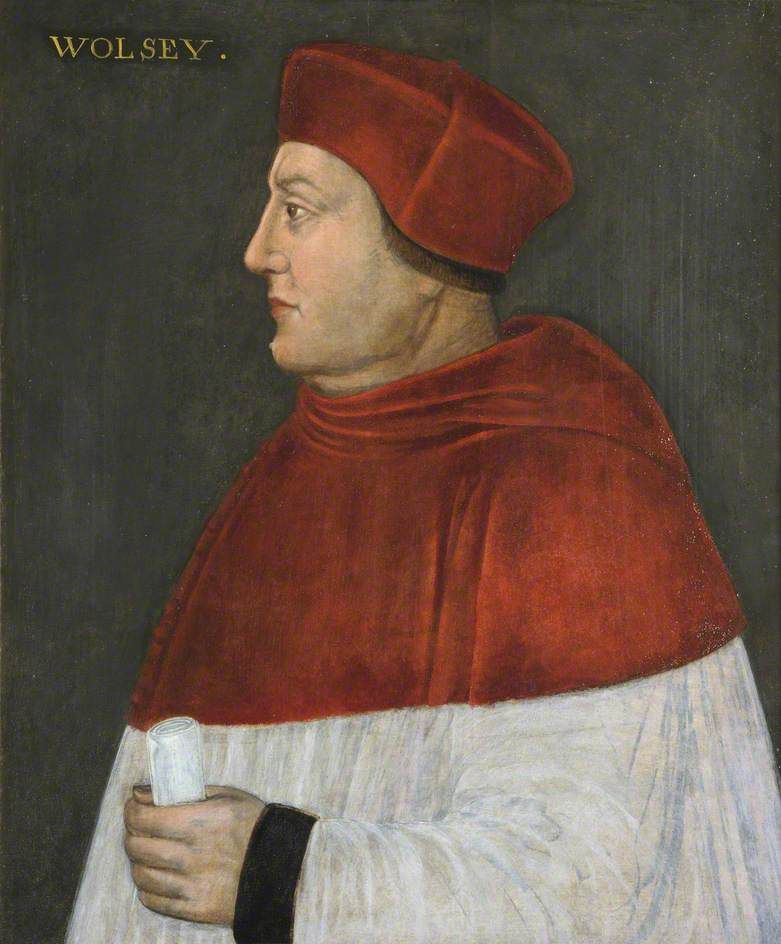
Томас Волсі (1473 – 1530) - кардинал.

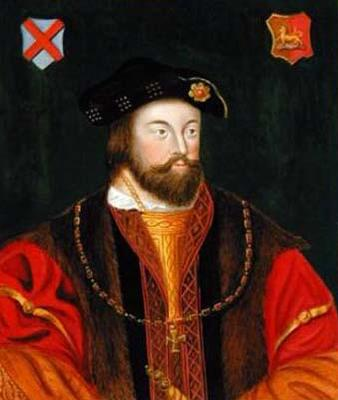
Томас Фіцджеральд – «Шовковий Томас» (1513 – 1537) – граф, що підняв повстання за незалежність Ірландії.

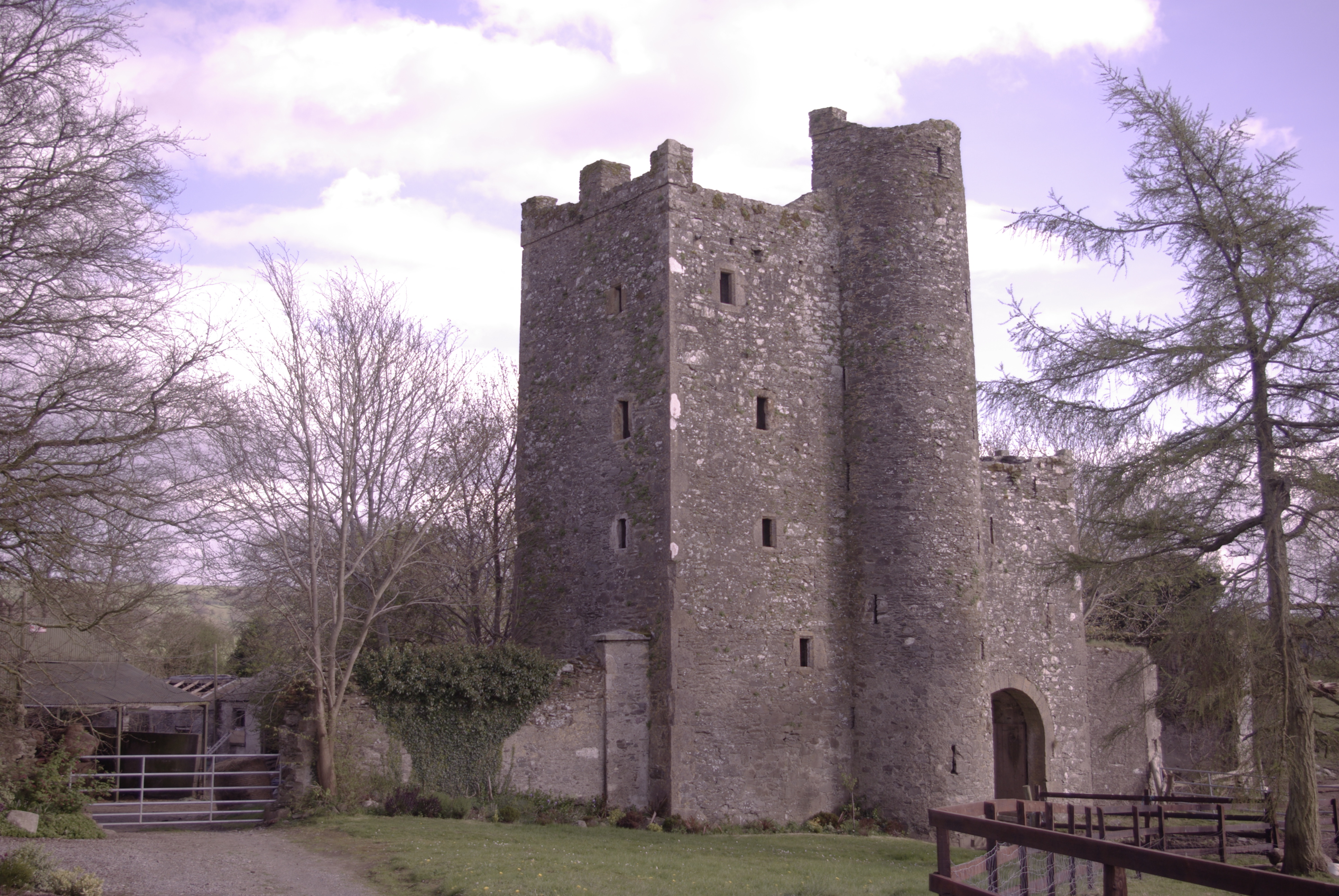
Замок Кілтіл, будинок брата Джона Алана - Томаса Алана.

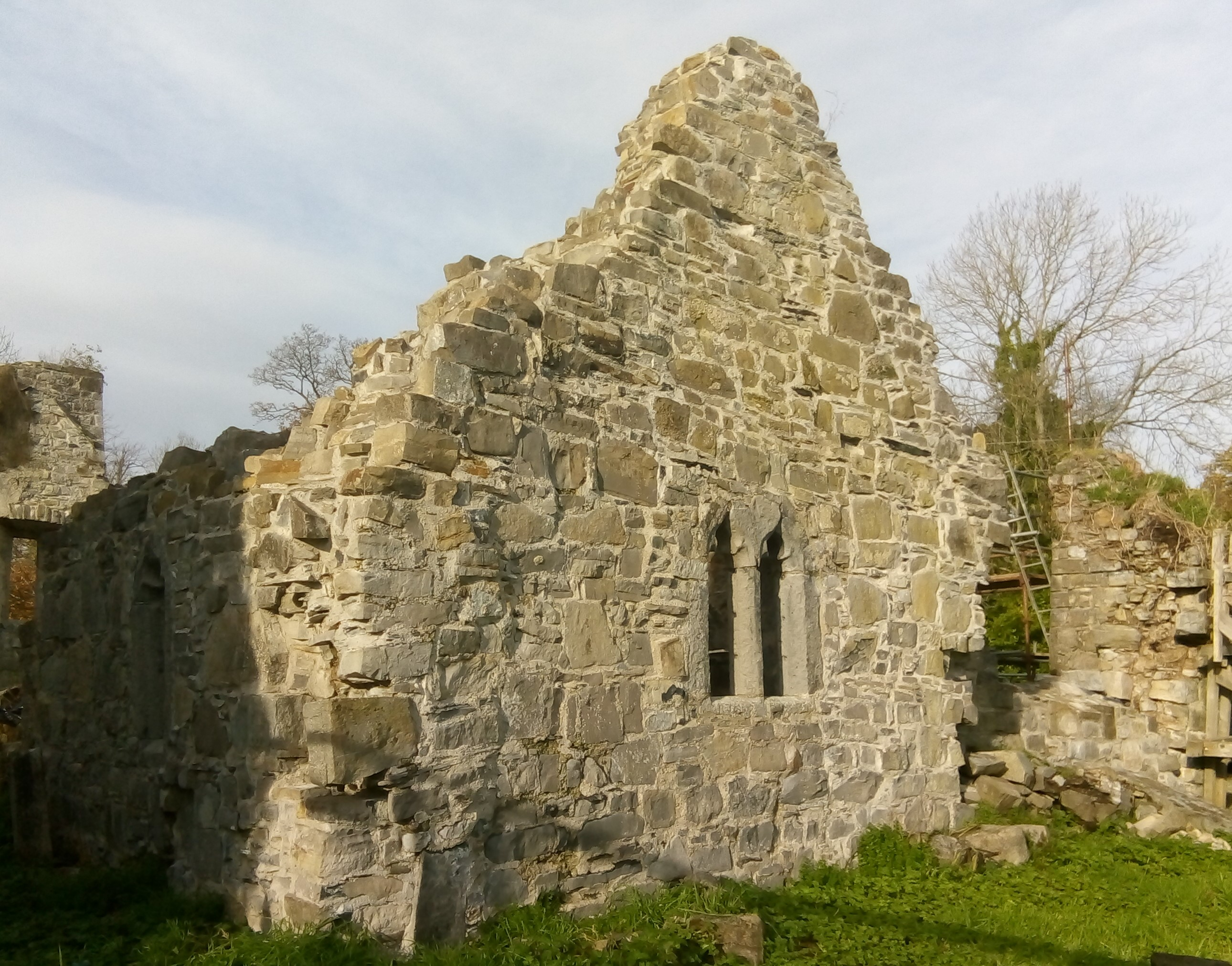
Руїни церкви Донагкумпер, де похований Джон Алан і де Алани пізніше побудували сімейний склеп.

Сер Джон Алан (біля 1500 – 1561) – відомий політик і державний діяч Ірландії англійського походження в XVI столітті. Він був депутатом Палати громад парламенту Ірландії, обіймав посади магістра Ірландії, міністра фінансів Ірландії, лорда-канцлера Ірландії. Хоча він сам не мав дітей, один із його братів, Вільям, заснував відому землевласницьку династію в графстві Кілдер. Сімейні володіння включали землі в Селбриджі, Сент-Волстані та Кілтілі (графство Кілдер), а також значні землі в графстві Дублін. Джон Алан та Вільям Алан отримали титули баронетів.

## Життєпис

### Походження
Джон Алан народився в селищі Колтішалл, що в Норфолку в родині Томаса Алана. Родина Аленів була численною: було п’ятеро братів Джона Алана, з яких ми найбільше знаємо про Вільяма Алана та Томаса Алана, що також оселилися в Ірландії. Джон Ален - архієпископ Дубліна, що був убитий під час повстання Шовкового Томаса 1534 року, був близьким родичем Джона Алана, ймовірно, його двоюрідним братом.

### Рання кар’єра
Джон Алан вивчав право в юридичній школі «Грейс Інн». Потім вступив на службу до кардинала Волсі, що відправив його до Ірландії в 1528 році, щоб підвищити повноваження кардинала як легата та діяти як секретар двоюрідного брата Джона Алена, архієпископа Дубліна, хоча він і кардинал Волсі посварилися. Ані падіння кардинала Волсі, ані відставка архієпископа з посади лорда-канцлера не зашкодили кар’єрі Джона Алана: він став писарем ірландського парламенту, канцлером казначейства Ірландії (посада, яку він обіймав довічно), а в 1533 році – магістром Ірландії. Остання посада в той час була здебільшого адміністративною, а не судовою за своєю природою: бути кваліфікованим юристом було на цій посаді бажаною, але не обов’язковою вимогою, і принаймні двом магістрам Ірландії XVI століття не вистачало юридичної кваліфікації.

### Повстання Шовкового Томаса
У 1533 році Джон Алан і сер Джеральд Ейлмер, майбутній лорд-головний суддя Ірландії, з яким Джон Алан завжди був тісно пов’язаний, подали до корони петицію про неправильне управління Ірландією Джеральдом ФітцДжеральдом, ІХ графом Кілдер та його сином Шовковим Томасом. Незадовго до початку повстання Шовкового Томаса в 1534 році Джон Алан і його брати надіслали термінового листа до Лондона з вимогою арештувати Томаса. Вбивство їх двоюрідного брата архієпископа Джона Алена було найвідомішою подією  повстання, але ні Джон Алан, ні його брати, здається, не зазнали ніякої шкоди. Хоча, за його власним визнанням, Джон Алан «не був солдатом», але він відіграв певну роль у придушенні повстання.

### Розпуск монастирів
У 1539 році Джон Алан був призначений головою Комісії з розпуску монастирів в Ірландії з дорученням приймати добровільні зречення монахів і черниць, конфісковувати монастирські будинки, а також забезпечити виплату пенсій тим, хто добровільно залишив релігійне життя. Йому також було надано повноваження «затримувати і карати» всіх, хто підтримував «папську владу», тобто сповідував католицизм. Джон Алан отримав за це винагороду: монастир Святого Волстана, що поблизу Селбріджа (графство Кілдер), було ліквідовано в 1536 році та даровано його майно та нерухомість Джону Алану. Маєток включав церкву Донагкумпер та навколишні землі. Родина Аланів залишалася в Сент-Волстані протягом двох століть. Йому також були даровані землі сучасного Палмерстауна, що в графстві Дублін: у заповіті він залишив ці землі своїй вдові на все життя, після чого вони повинні були перейти до дітей його брата Вільяма. Його брат Томас, що був призначений писарем Корони в Ханапері, отримав колишній маєток Ордену Святого Іоанна Єрусалимського в Кілтілі. Це могло бути зроблено на прохання Джона Алана або на прохання останнього пріора ордену – сера Джона Роусона, пізніше віконта Клонтарфа, чия рідна дочка Мері вийшла заміж за Томаса. У Томаса та Мері була принаймні одна донька, Елеонор, що вийшла заміж за Роберта Діллона, головного суддю Ірландської спільної судової палати, і мала одного сина. Кілтіл також залишався в родині Аланів протягом століть: замок зберігся і є чудовим прикладом середньовічної вежі.

### Лорд-канцлер Ірландії
У 1538 році після смерті Джона Барнуолла, ІІІ барона Трімлстаун, Джон Алан став лорд-охоронцем Великої Державної Печатки Ірландії, а згодом був обраний лордом-канцлером Ірландії. Навіть вороги визнавали його працьовитим і сумлінним суддею. Однак він посварився з лордом-депутатом Ірландії сером Ентоні Сент-Лежером, що написав до Лондона скаргу щодо діяльності Джона Алана. У 1546 році Джона Алана викликали до Таємної ради Англії та звинуватили в корупції, а також у досить розпливчастому звинуваченні в «сприянні розбрату» в Ірландії. Джон Алан рішуче відхилив всі звинувачення, захищався, кажучи про себе, що він був «найчистішим канцлером в пам’яті людини», але звинувачення були підтверджені, його було усунено з посади та ув’язнено. Важко сказати, чи був він винним у корупції, чи просто став жертвою ворожнечі з Ентоні Сен-Лежром. Волтер Коулі, головний соліситор Ірландії, який до того часу вважався союзником Джона Алана, звинуватив Джона Алана в спонуканні Коулі написати так званий «лист Гоурана», в якому Сент-Лежер звинувачувався в навмисному створенні небезпеки для життя Джеймса Батлера, ІХ графа Ормонд, сильним союзником якого був тоді Джон Алан. Коулі, безумовно, написав листа, але чи брав Джон Алан хоч якусь участь у справі Гоурана, неясно і сумнівно. Його позбавили пенсії, але через рік Таємна Рада Ірландії наказала повернути йому все його майно. У 1548 році Джон Алан повернув собі посаду лорда-канцлера Ірландії, але після повернення Сент-Лежера до влади в 1550 році він вважав за краще піти у відставку, незважаючи на запевнення щодо доброї волі корони Англії. Враховуючи ворожнечу між ними, ірландський історик О’Фланаган вважав великодушну поведінку Джона Алана щодо Сент-Лежера в одному вирішальному випадку гідною похвали. Коли Джордж Браун, архієпископ Дубліна, звинуватив Сент-Лежера у державній зраді, що виразилась в словах, він назвав Джона Алана своїм джерелом інформації. Однак Джон Алан відмовився підтвердити слова Сент-Лежера на тій підставі, що вони були сказані конфіденційно. 

### Останні роки
У 1553 році, після смерті короля Англії та Ірландії Едуарда VI, його сестра Марія I Тюдор повторно призначила Джона Алана до Таємної ради Ірландії. Її лист до Таємної Ради Ірландії є даниною високої поваги, яку він мав при дворі Англії: у ньому вихваляються та «довіра» короля Англії Генріха VIII та короля Едуарда VI, а також його «довгий досвід і праця на державних посадах». Що стосується більш особистого, то в листі згадується його вік і хвороба, а також висловлюється заклик не вимагати від нього жодних далеких подорожей. За його власними словами, Джон Алан провів більшу частину правління королеви Марії І в Англії, оскільки його прийняття її католицької політики зробило його непопулярним серед протестантів в Ірландії. Незважаючи на посилання на його вік і хворобу, Бол зазначає, що він був обраний до Палати громад парламенту Ірландії як депутат від Кінсейлу в 1560 році. Враховуючи відстань між Кінсейлом і його домом у графстві Кілдер, а також жахливий стан ірландців доріг у той час, ми можемо зробити висновок, що він був фіктивним депутатом і не виконував своєї місії депутата парламенту. 

### Смерть і спадкоємці
Алан помер у своєму домі, в селищі Святого Волстана, у 1561 році і був похований у церкві Донагкумпер. Йому було споруджено меморіал, а пізніше був побудований сімейний склеп родини Алан. Церква Донагкумпер тепер перетворилась руїни. У своєму останньому заповіті він залишив значну частину свого майна своїй вдові на все її життя, а після її смерті своєму племіннику Джону (помер у 1616 р.), який майже напевно був сином його брата Вільяма з Кілоутер, що нині Селбридж. У 1558 році Вільям склав власний заповіт і через рік помер. У своєму заповіті він передбачив свою вдову Маргарет і їхніх семеро дітей, п’ятьох синів, включаючи Джона, і двох дочок (здається, ніхто з дітей ще не був одружений). Джон, який також успадкував замок Кілтіл від свого дядька Томаса Алана, був дідом сера Томаса Алана, І баронета Алан, що отримав титул баронета в 1621 році на знак визнання заслуг перед короною його родича архієпископа Алена. Титул зник після його смерті.

## Королівські заїжджі двори
Джон Алан був тісно пов’язаний із заснуванням Королівських заїжджих дворів у 1541 році. Хоча насправді ці двори заснував Патрік Барнуол, майбутній магістр рукописів Ірландії, що вперше написав листа Томасу Кромвелю у 1538 році, закликаючи, щоб колишній монастир у Блекфрайарсі (біля сучасної вулиці Генрієтти у центрі Дубліна) має стати «Канцелярським будинком». Оренду на 21 рік надав король Генріх VIII у 1541 році. Джон Алана був на чолі списку орендарів. У 1542 році він приєднався до петиції королю з вимогою надати майно орендарям на вічне користування.

## Характер
Історик О’Фланаган вихваляє Джона Алана як чесну та порядну людину, відзначає високу думку про нього трьох англійських монархів, що змінювали один одного, і зауважує, що він був здатний на великодушну поведінку навіть із запеклими політичними опонентами, такими як Сент-Лежер. Елрінгтон Бол визнає його хороші душевні якості, але додає, що він був інколи сварливим і недипломатичним, і його підозрювали в корупції.